# Baron Botetourt

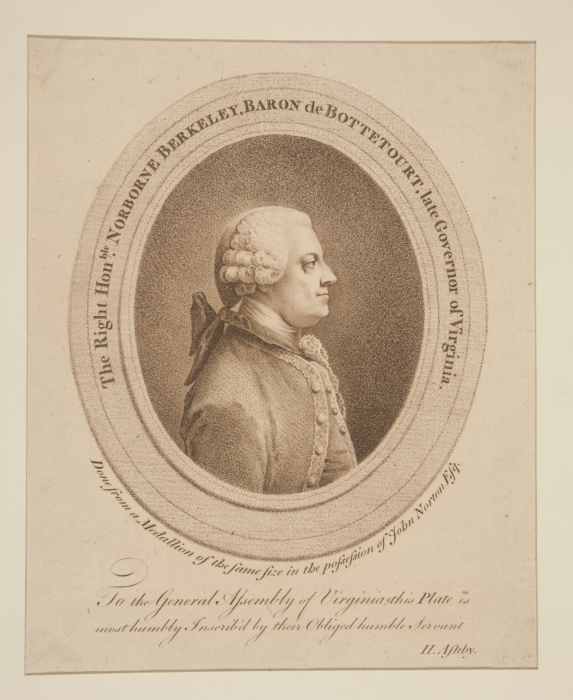
Norborne Berkeley, 4. Baron Botetourt

Baron Botetourt (/ˈbɒtətɔːrt/) war ein erblicher britischer Adelstitel in der Peerage of England. 

## Verleihung und Geschichte des Titels
Der Titel wurde am 19. Juni 1305 für John de Botetourt geschaffen, indem dieser durch Writ of Summons ins englische Parlament berufen wurde. Als Barony by writ war der Titel auch in weiblicher Linie vererbbar, so dass beim Tod seines Enkels, des 2. Barons, 1385 dessen Enkelin als 3. Baroness ihm nachfolgte. Bei deren kinderlosem Tod, 1406, fiel der Titel in Abeyance zwischen den drei Schwestern ihres Vaters John de Botetourt († 1369).
Am 13. April 1764 wurde der Titel für Norborne Berkeley als 4. Baron Botetourt wiederhergestellt. Dieser wurde 1768 Gouverneur der Kolonie Virginia, starb aber am 15. Oktober 1770 kinderlos, woraufhin der Titel erneut in Abeyance fiel. Diese wurde am 4. Juni 1803 zugunsten seines Neffen, Henry Somerset, 5. Duke of Beaufort, als 5. Baron Botetourt beendet. Dieser hatte bereits die Titel 5. Duke of Beaufort, 8. Marquess of Worcester, 11. Earl of Worcester und 13. Baron Herbert inne. Beim kinderlosen Tod von dessen Ur-ur-urenkel, dem 10. Duke, am 5. Februar 1984 fielen die Baronien Botetour und Herbert in Abeyance zwischen den Nachkommen seiner Schwester Lady Blanche Linnie Somerset (1897–1968). Das Dukedom und die übrigen nur in männlicher Linie vererbbaren Titel fielen an dessen Großneffen zweiten Grades David Somerset.

## Liste der Barone Botetourt (1305)
- John de Botetourt, 1. Baron Botetourt († 1324)
- John de Botetourt, 2. Baron Botetourt († 1385)
- Joan Burnell, 3. Baroness Botetourt († 1406)  (Titel abeyant 1406)
- Norborne Berkeley, 4. Baron Botetourt (1717–1770) (Abeyance beendet 1764, Titel abeyant 1770)
- Henry Somerset, 5. Duke of Beaufort, 5. Baron Botetourt (1744–1803) (Abeyance beendet 1803)
- Henry Somerset, 6. Duke of Beaufort, 6. Baron Botetourt (1766–1835)
- Henry Somerset, 7. Duke of Beaufort, 7. Baron Botetourt (1792–1853)
- Henry Somerset, 8. Duke of Beaufort, 8. Baron Botetourt (1824–1899)
- Henry Somerset, 9. Duke of Beaufort, 9. Baron Botetourt (1847–1924)
- Henry Somerset, 10. Duke of Beaufort, 10. Baron Botetourt(1900–1984) (Titel abeyant 1984)

## Trivia
Das heutige Botetourt County in Virginia ist nach dem 4. Baron benannt.